# Pontus Kleman
Johan Gustaf Carl Pontus Kleman, född 14 maj 1817 i Karlstad, död 9 september 1909 i London, var en svensk affärsman. Han var far till Bertha Nordenson.
Pontus Kleman var son till lagmannen Gustaf Bernhard Kleman. Han blev 1831 student vid Lunds universitet men gav sig därefter på handelsyrket och anställdes 1837 hos firma Huth i London. Under 1840-talet blev han representant för flera svenska exportföretag Dan. Elfstrand & Co, D. Carnegie & Co och F. D. Wærn & Co och kom att bli nära lierad med bankiren Giles Löder. Han skall ha tjänat stora pengar under högkonjunkturen för järn- och trävaruexporten under Krimkriget. Han var huvudintressent vid grundandet av Gefleborgs sågverks AB. Vid bildandet av Gellivare bolag ingick Kleman som delägare och började därmed intressera sig för järnhanteringen i Sverige. 1856 köpte han Garpenbergs bruk, blev 1857 disponent och direktör för Bergviks sågverks AB och lät samma år anställa försök att arbeta efter bessemermetoden vid sin egendom Dormsjö. Från 1859 var han londonagent för Korsnäs sågverks AB. Klemans företag drabbades hårt av den ekonomiska krisen 1858-1859 men genom lån hos Giles Löder lyckades han rädda sin verksamhet. Han var 1860 grundare av The Gellivara Co Limited som han förgäves försökte introducera på Londonbörsen. Med sitt ägande av Garpenbergs bruk, Dormsjö bruk samt andelar i Forss, Äsgams och Tyskbo ingick han 1862 om delägare i det av Göran Fredrik Göransson grundade Högbo stål- o jernverks ab. Kleman var även en av initiativtagarna till The English and Swedish Bank Limited 1863 och vid grundandet av det nya The Gellivara Co Limited som börsintroducerades 1864. Han var finansiellt nära knuten till Johan Holm och drabbades hårt när denne 1865 ställde in sina betalningar. I samband med börskrisen i London 1866 tvingades han själv att ställa in sina betalningar vilket gjorde att han tog med sig Högbo stål- o jernverks ab i fallet. Klemans konkurs bidrog även till The Gellivara Co Limiteds konkurs året därpå. Pontus Kleman arbetade därefter som mäklare i Frankrike 1867-1875, senare var han huvudsakligen verksam i London.